# Dámaso Marte
Pour les articles homonymes, voir Marte.
Dámaso Marte Sabiñón (né le 14 février 1975 à Saint-Domingue en République dominicaine) est un ancien lanceur de relève droitier de la Ligue majeure de baseball. Il évolue de 1999 à 2010.
Il remporte deux titres des Séries mondiales, en 2005 avec les White Sox de Chicago et en 2009 avec les Yankees de New York.
Il participe aux Classiques mondiales de baseball 2006 et 2009.

## Biographie
Dámaso Marte est recruté comme agent libre amateur le 28 octobre 1992 par les Mariners de Seattle. Il passe quatre saisons en Ligues mineures de 1995 à 1998 au sein de l'organisation des Mariners avant d'effectuer ses débuts en Ligue majeure le 30 juin 1999. Reversé en Ligues mineures en 2000, Marte devient agent libre à l'automne 2000. Il signe chez les Yankees de New York le 16 novembre 2000, puis est échangé aux Pirates de Pittsburgh le 13 juin 2001 sans avoir joué en Majeure pour les Yankees.
Marte retrouve les terrains de Ligue majeure en 2001 sous l'uniforme des Pirates. Il est transféré chez les White Sox de Chicago le 27 mars 2002 à l'occasion d'un échange impliquant plusieurs joueurs. Il participe à la campagne des White Sox en 2005 qui s'achève en victoire en Série mondiale.
Il est échangé aux Pirates de Pittsburgh le 13 décembre 2005 contre Rob Mackowiak. Marte est sélectionné en équipe de République dominicaine en février-mars 2006 pour prendre part à la Classique mondiale de baseball.
Marte rejoint les Yankees le 26 juillet 2008 lors d'un échange de plusieurs joueurs. Il est sélectionné en équipe de République dominicaine en février-mars 2009 pour prendre part à la Classique mondiale de baseball.
Il participe à la campagne des Yankees en 2009 qui s'achève en victoire en Série mondiale. Sa dernière saison dans les majeures est jouée en 2010.